# Гопло
Гопло (пољ. Gopło) је језеро у Пољској. Налази се недалеко од Гњезна у војводству Кујавско-Поморје. Кроз језеро Гопло протиче река Нотећ. На северној обали језера налази се Крушвица. Језеро је повезано системом канала са реком Варта.
Налази се на надморској висини од 77 m, површине је 22 km². Језеро је дугачко 25 km, широко 250–3200 m. Средња дубина износи 4,7 m, док максимална дубина достиже 16,5 m. Запремина језера је око 170 милиона m³. Обална линија је ниска, са бројним заливима и полуострвима. На појединим деловима обале су мочварне.
Гопло је и резерват птица.